# Canihuel
Canihuel (tiếng Breton: Kanuhel) là một xã của tỉnh Côtes-d'Armor, thuộc vùng Bretagne, tây bắc Pháp.

## Dân số
Người dân ở Canihuel được gọi là Canihuelois hay Canihelois.